# Bidens cronquistii
Bidens cronquistii là một loài thực vật có hoa trong họ Cúc. Loài này được (Sherff) Melchert mô tả khoa học đầu tiên năm 1990.